# Tumörsuppressorgen
Tumörsuppressorgener är normala gener som normalt förhindrar att en cell omvandlas till en cancercell. I många cancerformer är tumörsuppressorgenerna utslagna, och därmed kan cellen tillåtas genomgå multipla celldelningar (mitoser) och ackumulera genetiska avvikelser såsom mutationer.
Exempel på tumörsuppressorgener är p53, som beräknas vara defekt i 50 % av alla cancerformer, samt retinoblastomprotein (Rb). Proteinet p53 tar emot och integrerar signaler om genetiska fel i arvsmassan, och tar därefter beslut huruvida felet ska repareras eller om cellens programmerade celldöd (apoptos) ska aktiveras.
Proteinet Rb är defekt i runt 20  % av alla cancerformer och har en betydelsefull roll vid cellcykeln där Rb hämmar cellcykelns fortskridande.
Inaktiverade tumörsuppressorgener kan ärvas från förälder till avkomma, vilket ger en ökad risk att utveckla cancer eftersom det endast krävs en mutation i den andra allelen för att en individ således helt ska sakna proteinet.